# 长沙市曹家坡小学
长沙市雨花区曹家坡小学成立于1995年，至今已有16年历史，长沙市雨花区曹家坡小学地址位于沙市雨花区韶山路曹家坡巷59号的一条长巷内。興建目的是為了解决附件居民中的子女入学问题，以其二课堂的兴趣教学方式来引导学生入学，由于近年来生源质量的降低，整体教学质量在降低。

## 校园环境
长沙市雨花区曹家坡小学在2005年前没有标准跑道，而是使用煤渣道代替。近年来才换用塑胶跑道，但条件仍然不尽人意。而因经费不足，实验室已被关闭。校园的绿化也變得很少。

## 外部連結
- 跆拳道成为课间操（新华网湖南频道）
- 湖南省长沙市曹家坡小学的书法教育；《书法导报》2010年1月27日第4期